# Harry Schein
Harry Leo Schein (geboren 13. Oktober 1924 in Wien; gestorben 11. Februar 2006 in Danderyd) war ein schwedischer Autor und Reformator der schwedischen Filmwirtschaft mit österreichischer Herkunft.

## Leben
Harry Schein, dessen Vater 1936 verstorben war, besuchte das Gymnasium Kundmanngasse in Wien-Landstraße, bis er nach dem Anschluss Österreichs 1938 gezwungen wurde, die Schule zu verlassen (eine Gedenktafel mit den Namen der vertriebenen jüdischen Schülerinnen und Schüler erinnert heute daran). Er wurde 1939 mit einem Kindertransport nach Schweden in Sicherheit gebracht, seine Mutter wurde Opfer des Holocaust. Im ersten Jahr lebte er in Småland, zog dann in die Provinz Stockholms län, wo er eine Ausbildung zum Chemieingenieur absolvierte. 1950 nahm er die schwedische Staatsbürgerschaft an.
Ab 1948 schrieb Schein für das „Bonniers Litterära Magasin“ und rezensierte darin, nicht immer positiv, auch die Filme Ingmar Bergmans. Bergman „revanchierte“ sich, indem er die Figur des arroganten Medizinalrates Vergerus in seinem Film Das Gesicht (1958) nach Schein modellierte. Über 20 Jahre war Schein Kolumnist für die schwedische Tageszeitung Dagens Nyheter.
In den 1960er Jahren brachte Schein die Gründung des Schwedischen Filminstituts voran und bestritt in diesem (mit einer zweijährigen Unterbrechung) von 1963 bis 1978 führende Positionen. Auch war er einer der Initiatoren der Filmreform von 1963, die die schwedische Filmindustrie von der Vergnügungssteuer befreite und stattdessen zu einer Abgabe verpflichtete, die zur Förderung einheimischer Filmproduktionen diente. Seine Entscheidung, Bergmans Film Schreie und Flüstern (1972) angeblich zu Ungunsten weniger bekannter Regisseure mit einer nicht unbeträchtlichen Summe zu fördern, brachte ihn in die Kritik.
1964 rief Schein den schwedischen Filmpreis Guldbagge ins Leben. Von 1983 bis 1987 war er Chef der „Investeringsbanken“.
Schein stand den schwedischen Sozialdemokraten nahe und war mit Ministerpräsident Olof Palme befreundet. Von 1956 bis 1989 war Schein mit der Schauspielerin Ingrid Thulin verheiratet.
Im Jahr 2017 kam der schwedische Dokumentarfilm Citizen Schein über das Leben von Harry Schein in die Kinos. Zu den Mitwirkenden zählt auch Daniel Bergman, der Sohn von Ingmar Bergman.